# Little Miss Perfect
Pour plus de détails, voir Fiche technique et Distribution.
Little Miss Perfect est un film dramatique américain réalisé par Marlee Roberts sortie le 21 janvier 2016 aux États-Unis.

## Synopsis
Une étudiante au lycée trop ambitieuse essaie de contrôler sa vie en contrôlant son poids.

## Distribution
- Karlee Roberts : Belle
- Lilla Crawford : Olivia
- Izzy Palmieri : Lyla
- Tom Degnan : Mr. Davy
- Charlie Swan : Madison
- Eden Wright : Sophia
- Jeremy Fernandez : Gus
- Brandon Bernath : Joey
- Cameron Fachman : Dave
- Faye Foley : fille d'école privée
- Gabriella Scerbo : une fille de sixième
- Peter Rini : Maurice
- Carson Allsteadt : fille d'école privée
- Mavis Simpson-Ernst : fille d'école privée
- Analaura Cataldi : une membre du conseil étudiant
- Bartek Szymanski : Prom-Goer
- Rachel Ravel : fille d'école privée
- Stephanie Lawlor : Laura
- Nicholas Merkerson : Dance-Goer
- Katelyn Darrow : fille d'école privée
- Melina Finck : Judy
- Kathryn Emery : fille d'école privée